# Madison Brengleová
Madison Brengleová (* 3. dubna 1990 Dover, Delaware) je americká profesionální tenistka a dvojnásobná poražená finalistka dvouhry na juniorce Grand Slamu. Ve své dosavadní kariéře na okruhu WTA Tour nevyhrála žádný turnaj. V rámci okruhu ITF získala do července 2021 patnáct titulů ve dvouhře a sedm ve čtyřhře.
Na žebříčku WTA byla ve dvouhře nejvýše klasifikována v květnu 2015 na 35. místě a ve čtyřhře pak v květnu 2017 na 86. místě. Trénuje ji bývalá francouzská tenistka Julie Coinová. Dříve tuto roli plnila matka Gaby Brengleová.
V americkém fedcupovém týmu neodehrála k roku 2020 žádný zápas.

## Tenisová kariéra

### Juniorská kariéra
V roce 2006 vyhrála čtyřhru Easter Bowlu společně s Kristy Frillingovou, když ve finále zdolaly dvojici Sanaz Marandová a Ashley Weinholdová. Následně se probojovala do finále singlové juniorky Australian Open 2007, v němž nestačila na Rusku Anastasii Pavljučenkovovou. Po boku krajanky Julie Cohenové vstupovaly do čtyřhry French Open 2007 v roli nasazených jedniček. Vypadly však v prvním kole.
Do dvouhry ve Wimbledonu 2007 přijížděla jako sedmá nasazená. Po výhrách nad Bojanou Jovanovskou a Katarzynou Piterovou postoupila do finále, kde podlehla polské juniorce Urszule Radwańské poměrem 2–6, 6–3 a 6–0. V páru s Chelsey Gullicksonovou skončily v semifinále wimbledonské čtyřhry, když nestačily na pozdější šampionky Pavljučenkovovou s Urszulou Radwańskou.
Na kombinovaném juniorském žebříčku ITF figurovala nejvýše v srpnu 2007, kdy jí patřila 4. příčka.

### Seniorská kariéra
Debutový zápas mezi ženami odehrála v sezóně 2004 na turnaji ITF v Allentownu. V patnácti letech dobyla premiérový titul na okruhu ITF, když v červenci 2005 vyhrála událost v Baltimoru. Ve finále přehrála krajanku Beau Jonesovou.

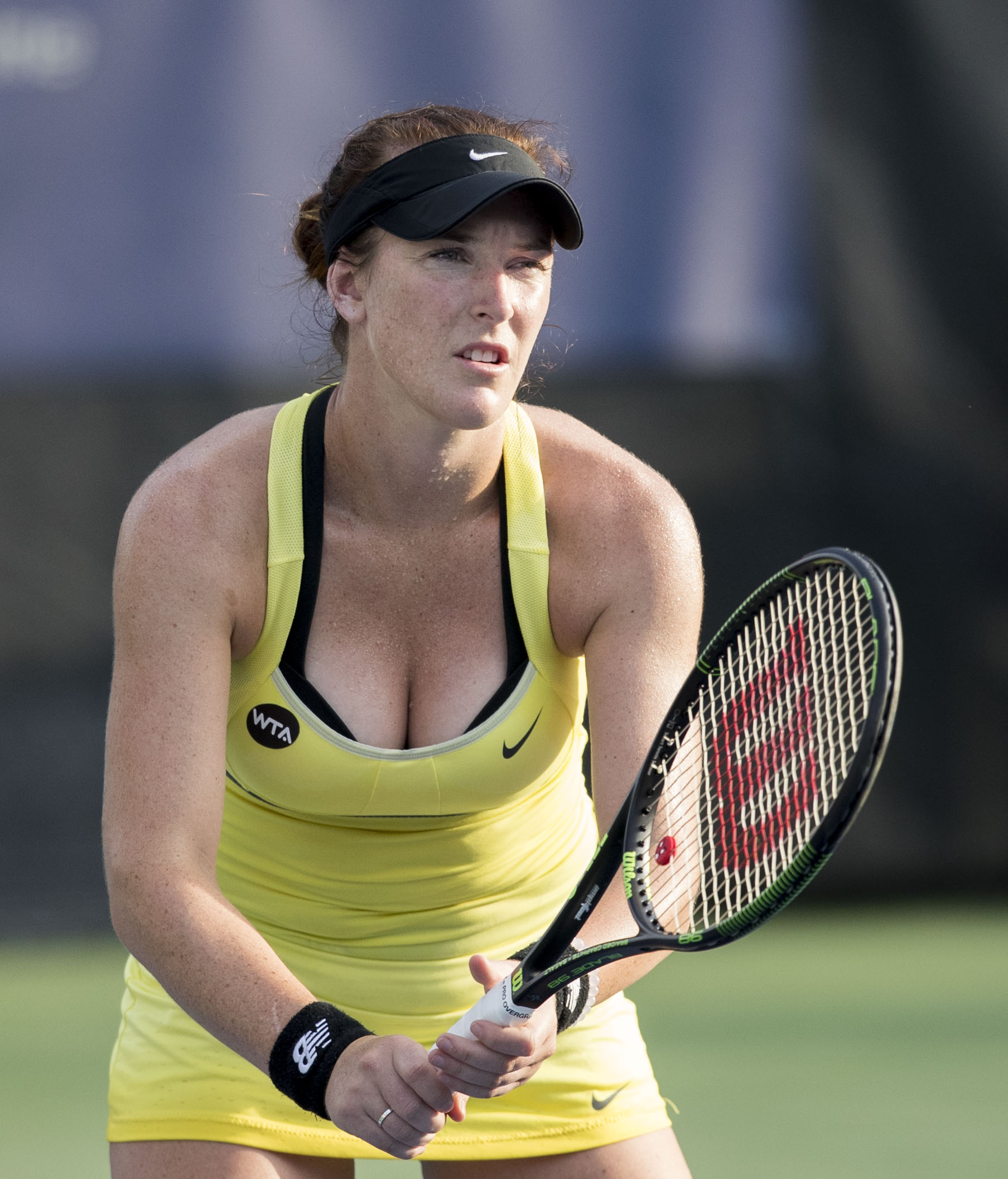
Během Citi Open 2016

V sezóně 2007 dvakrát obdržela divokou kartu do hlavních soutěží Grand Slamu a v obou případech odešla poražena v úvodním kole. Na Australian Open 2007 podlehla švýcarské turnajové devítce Patty Schnyderové. Znamenalo to její první kariérní utkání v kalendáři okruhu WTA Tour. Během US Open 2007 pak skončila na raketě Bethanie Mattekové. Premiérovou výhru v rámci WTA Tour zaznamenala nad Italkou Flavií Pennettovou, hráčkou elitní světové dvacítky, na losangeleském East West Bank Classic 2007. Ve druhém kole ji deklasovala devátá nasazená Ruska Jelena Dementěvová po setech 2–6 a 0–6.
Do elitní stovky žebříčku WTA poprvé vystoupala 29. září 2014, když postoupila ze 110. na 98. příčku.
Debutové finále na okruhu WTA Tour si zahrála na lednovém Hobart International 2015. Do hlavní soutěže postoupila z kvalifikace. V úvodním kole vyřadila turnajovou sedmičku Monu Barthelovou až v tiebreaku rozhodující sady. Semifinále zvládla proti Japonce Kurumi Naraové a v boji o titul podlehla britské tenistce Heather Watsonové po setech 3–6 a 4–6. Připsala si 198 bodů, které znamenaly posun na kariérní maximum, když jí 19. ledna 2015 patřilo 64. místo.
První účasti v osmifinále grandslamu dosáhla na navazujícím Australian Open 2015 poté, co na úvod zdolala německou nasazenou třináctku Andreu Petkovicovou. Ve druhém kole ji nezastavila krajanka Irina Falconiová a ve třetím ani další Američanka Coco Vandewegheová. Následně však nestačila na Madison Keysovou po dvousetovém průběhu.

## Finále na okruhu WTA Tour
| Legenda                           |
| --------------------------------- |
| D – dvouhra; Č – čtyřhra          |
| Grand Slam (0)                    |
| Turna mistryň (0)                 |
| Premier Mandatory & Premier 5 (0) |
| Premier (0)                       |
| International (0–1 D)             |

### Dvouhra: 1 (0–1)
| Stav       | č. | datum          | turnaj            | povrch | soupeřka ve finále | výsledek |
| ---------- | -- | -------------- | ----------------- | ------ | ------------------ | -------- |
| Finalistka | 1. | 17. ledna 2015 | Hobart, Austrálie | tvrdý  | Heather Watsonová  | 3–6, 4–6 |

## Finále série WTA 125
| Legenda                  |
| ------------------------ |
| D – dvouhra; Č – čtyřhra |
| WTA 125 (1–0 D)          |

### Dvouhra: 1 (1–0)
| Stav    | č. | datum         | turnaj                       | povrch | soupeřka ve finále | výsledek      |
| ------- | -- | ------------- | ---------------------------- | ------ | ------------------ | ------------- |
| Vítězka | 1. | 2. února 2020 | Newport Beach, Spojené státy | tvrdý  | Stefanie Vögeleová | 6–1, 3–6, 6–2 |

## Finále na okruhu ITF
| $100,000 tournaments |
| $75,000 tournaments  |
| $50,000 tournaments  |
| $25,000 tournaments  |
| $15,000 tournaments  |
| $10,000 tournaments  |

### Dvouhra: 15 (8–7)
| Stav       | č. | datum             | turnaj                           | povrch | soupeřka ve finále          | výsledek      |
| ---------- | -- | ----------------- | -------------------------------- | ------ | --------------------------- | ------------- |
| Vítězka    | 1. | 17. července 2005 | Baltimore, Spojené státy         | tvrdý  | Beau Jones                  | 6–4, 6–1      |
| Finalistka | 1. | 11. června 2006   | Hilton Head, Spojené státy       | tvrdý  | Julie Dittyová              | 3–6, 2–6      |
| Finalistka | 2. | 25. února 2007    | Clearwater, Spojené státy        | tvrdý  | Stanislava Hrozenská        | 4–6, 3–6      |
| Finalistka | 3. | 1. dubna 2007     | Hammond, Spojené státy           | tvrdý  | Yuan Meng                   | 2–6, 2–6      |
| Finalistka | 4. | 11. června 2010   | Boston, Spojené státy            | tvrdý  | Jamie Hamptonová            | 2–6, 1–6      |
| Finalistka | 5. | 6. února 2011     | Rancho Santa Fe, Spojené státy   | tvrdý  | Michelle Larcher de Britová | 6–3, 4–6, 1–6 |
| Vítězka    | 2. | 6. března 2011    | Hammond, Spojené státy           | tvrdý  | Stéphanie Foretz Gaconová   | 6–3, 6–3      |
| Vítězka    | 3. | 11. března 2012   | Fort Walton Beach, Spojené státy | tvrdý  | Tereza Mrdežová             | 6–4, 3–6, 6–3 |
| Vítězka    | 4. | 17. února 2013    | Rancho Santa Fe, Spojené státy   | tvrdý  | Nicole Gibbsová             | 6–1, 6–4      |
| Finalistka | 6. | 6. července 2013  | Sacramento, Spojené státy        | tvrdý  | Majo Hibiová                | 5–7, 0–6      |
| Vítězka    | 5. | 11. srpna 2013    | Landisville, Spojené státy       | tvrdý  | Olivia Rogowská             | 6–2, 6–0      |
| Finalistka | 7. | 27. října 2013    | Florence, Spojené státy          | tvrdý  | Anna Tatišviliová           | 2–6, 6–4, 4–6 |
| Vítězka    | 6. | 21. července 2014 | Lexington, Spojené státy         | tvrdý  | Nicole Gibbsová             | 6–3, 6–4      |
| Vítězka    | 7. | 28. září 2014     | Las Vegas, Spojené státy         | tvrdý  | Michelle Larcher de Britová | 6–1 6–4       |
| Vítězka    | 8. | 3. dubna 2016     | Osprey, Spojené státy            | tvrdý  | Lara Arruabarrenová         | 4–6, 6–4, 6–3 |

### Čtyřhra: 9 (6–3)
| Stav       | č. | datum           | turnaj                    | povrch | spoluhráč          | soupeřky ve finále                      | výsledek         |
| ---------- | -- | --------------- | ------------------------- | ------ | ------------------ | --------------------------------------- | ---------------- |
| Vítězka    | 1. | 28. října 2007  | Augusta, USA              | tvrdý  | Kristy Frillingová | Angelina Gabujevová Alisa Klejbanovová  | 6–3, 6–3         |
| Vítězka    | 2. | 11. května 2008 | Indian Harbour Beach, USA | antuka | Kristy Frillingová | Raquel Kops-Jones Abigail Spearsová     | 2–6, 6–4, [10–7] |
| Finalistka | 1. | 9. srpna 2009   | Vancouver, Kanada         | tvrdý  | Lilia Osterlohová  | Ahsha Rolleová Riza Zalamedová          | 6–4, 6–3         |
| Finalistka | 2. | 18. dubna 2010} | Osprey, USA               | antuka | Asia Muhammadová   | María Irigoyenová Florencia Molinerová  | 6–1, 7–6(7–3)    |
| Vítězka    | 3. | 17. října 2010  | Troy, USA                 | tvrdý  | Asia Muhammadová   | Alina Židkovová Laura Siegemundová      | 6–2, 6–4         |
| Finalistka | 3. | 23. října 2011  | Rock Hill, USA            | tvrdý  | Gabriela Pazová    | Maria Abramovićová Roxane Vaisembergová | 3–6, 6–3, [10–5] |
| Vítězka    | 4. | 11. března 2011 | Fort Walton Beach, USA    | tvrdý  | Paula Kaniová      | Jelena Bovinová Alizé Limová            | 6–3, 6–4         |
| Vítězka    | 5. | 27. října 2011  | Florence, USA             | tvrdý  | Anamika Bhargavová | Kristi Boxxová Abigail Guthrieová       | 7–5, 7–5         |
| Vítězka    | 6. | 26. října 2014  | Macon, USA                | tvrdý  | Alexa Glatchová    | Anna Tatišviliová Ashley Weinholdová    | 6–0, 7–5         |